# 커피숍 (네덜란드)

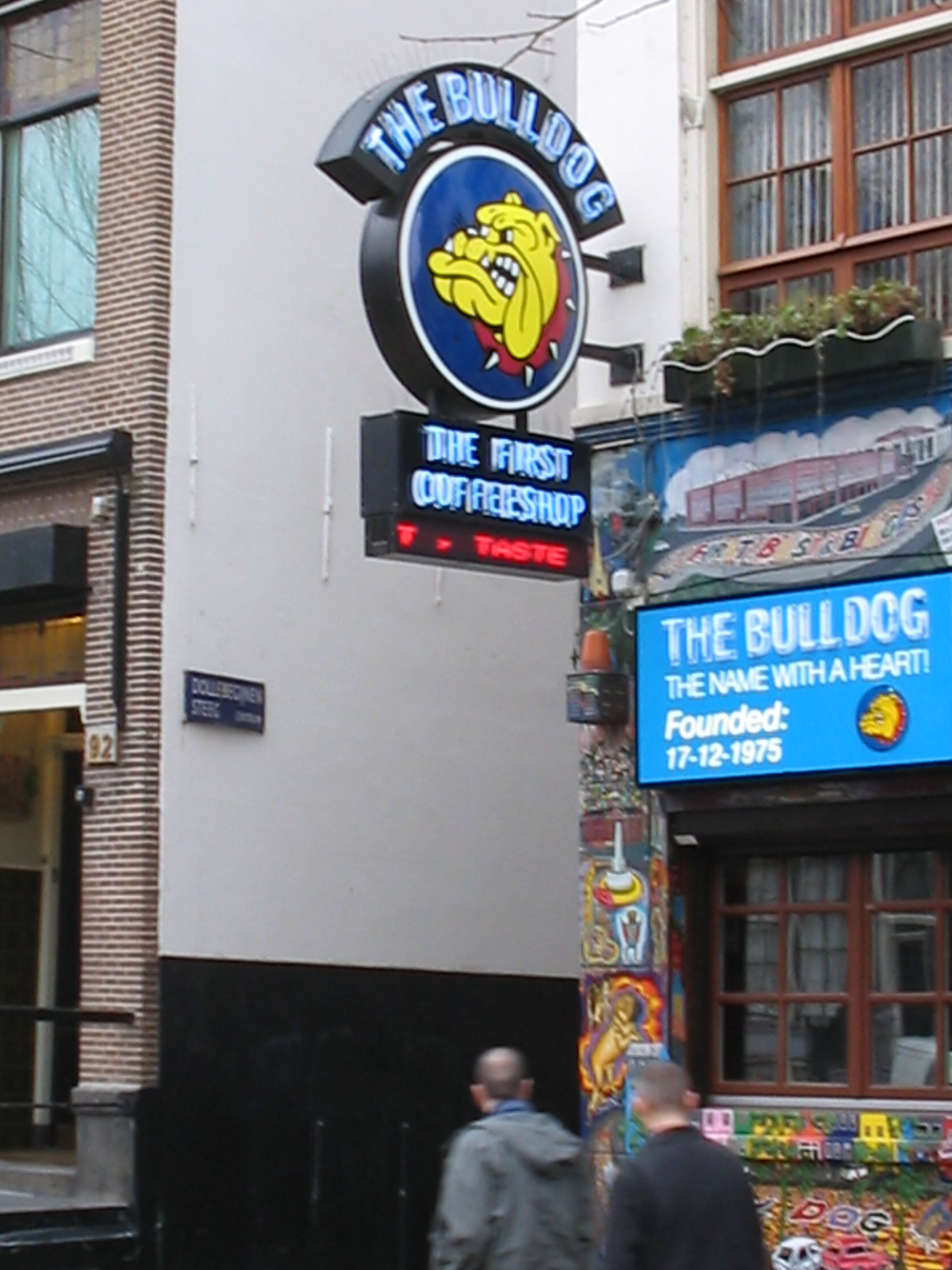
암스테르담의 커피숍

네덜란드의 커피숍(coffeeshop)은 관용 정책(gedoogbeleid)의 아편법에 따라 일정 금액의 판매 소지가 허용된 소프트 드러그(soft drug)의 대마초를 포함한 제품을 개인 사용을 위해 판매하는 소매점이다.